# 3-苯並［a］芘酚
3-苯並[a]芘酚是一种有机化合物，化学式为C20H12O。它可以1,2,7,11b-四氢-3H-苯并[de]蒽-3-酮为原料，经多步反应得到1,6,10b,11,12,12a-六氢苯并[a]芘-3(2H)-酮，再脱氢得到。它可以被二(三氟乙酸)碘苯氧化为3-苯並[a]芘-3,6-二酮。